# Beilhique da Caramânia

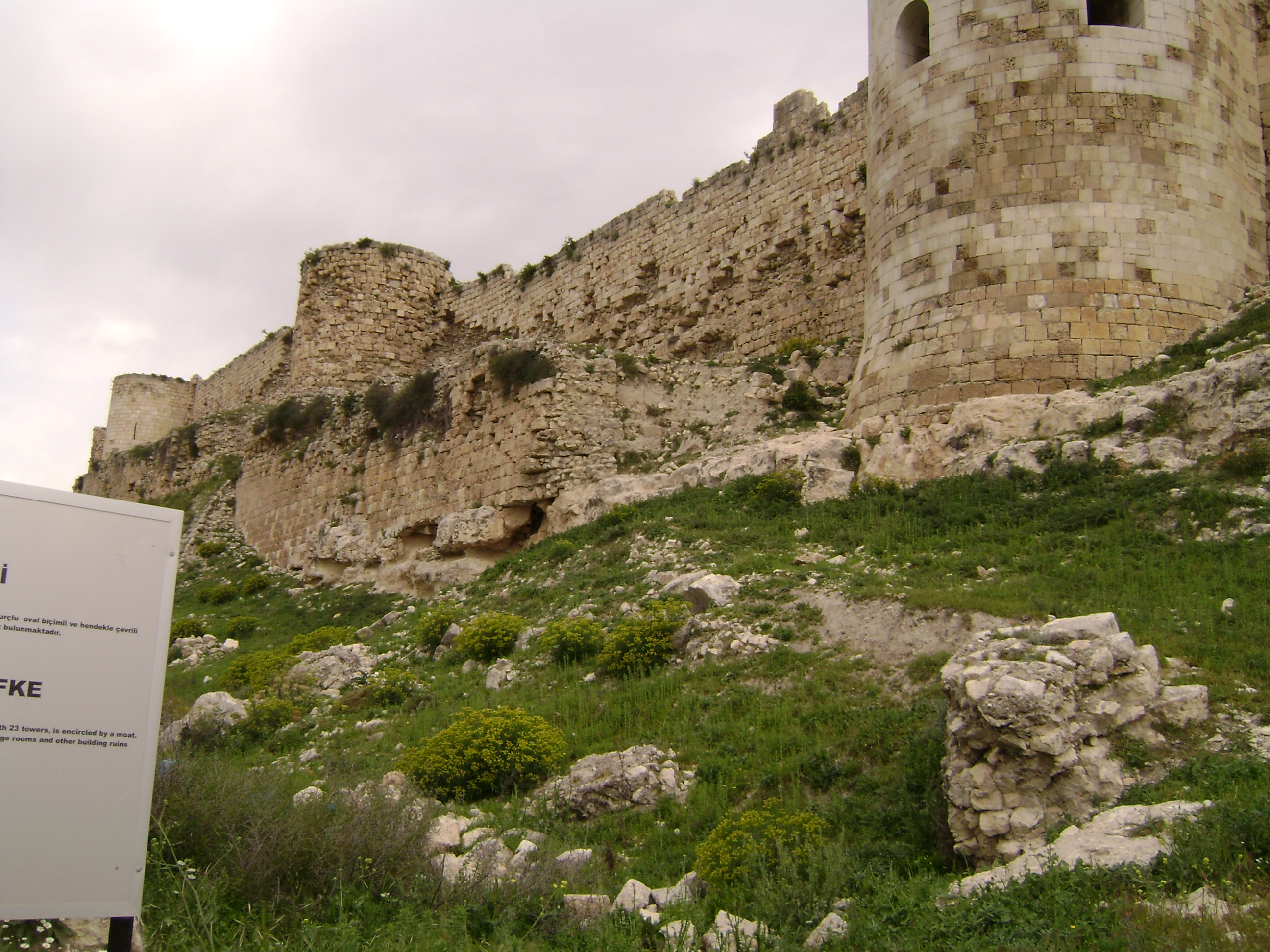
Fortaleza de Silifke

O Beilhique de Caramânia, também chamado de Emirado de Caramânia, ou Dinastia da Caramânia, em turco: Karamanoğulları Beyliği foi um estado (beilhique) governado por uma dinastia turcomena frequentemente designada como Caramânidas, que reinou no sul-sudeste da Anatólia, no que é hoje a Turquia, entre os séculos XIII e XV. Embora o território sob a sua posse tivesse variado ao longo do tempo, o núcleo central mais estável situava-se nas região montanhosa a sul de Cónia, que atualmente corresponde à província de Caramânia. Foi o beilhique mais poderoso a seguir aos otomanos e existiu oficialmente entre 1250 e 1487, embora em 1475 tenha passado a ser vassalo do Império Otomano.
O beilhique, que começou por ser um estado vassalo Sultanato de Rum, tornou-se independente quando o Sultanato de Rum se desmoronou, tendo como primeiro líder o epónimo e fundador da dinastia Caramã ibne Noradine. O beilhique foi anexado pelo Império Otomano por Maomé I, o Cavalheiro, o conquistador de Constantinopla, tendo a família reinante passado a fazer parte da nobreza otomana, continuando a deter muito poder nos seus antigos territórios pelo menos até ao século XVIII.

## História

### Antecedentes
Os Caramânidas eram uma tribo turca que chegou à Anatólia com os seljúcidas, ou talvez mais tarde, empurrados para ocidente pelas tropas de Gengis Cã, no início do século XIII. A tribo instalou-se na região de Ermeneque e de Mut, a sudeste de Cónia.
Caramã ibne Noradine, era um sufi de famoso na região de Ermeneque que astuciosamente conseguiu tomar a fortaleza de Silifke. Casado com uma tia de Aladino Eretna, fundador do Beilhique de Eretna, Noradine instala-se em Ereğli. Teve sete filhos: Carimedim Caramã, Camaladim, Oguz Hã, Timur Hã, Bunsuz, Cairadim e Zainelaje (em turco: Zeynelhac em árabe: زين الحاجّ; romaniz.: Zayn al-Hâjj, ). Cairadim morreu em combate em Cónia em 1261, o mesmo sucedendo a Zainelaje, embora algumas fontes refiram que este morreu no ano seguinte.

### Caramã (Carimedim Caramã)
Em 1256, Carimedim Caramã sucede ao pai. Era casado com uma filha do sultão seljúcida Quilije Arslã III. Após a morte do sultão seljúcida Caicaus II, Carimedim, juntamente com a maior parte dos turcomenos, toma o partido do filho mais velho Caicaus II na disputa pela sucessão do sultanato contra os seus dois irmãos.
O vizir Pervã Muinedim Solimão, administrador da Anatólia por parte do sultão de Rum Quilije Arslã IV e pelos mongóis tentou capturar Caramânia, mas fracassou, acabando por lhe atribuir a fortaleza de Silifke como feudo. Caramânia receberia ainda de Quilije Arslã IV o Beilhique de Ermeneque e outras concessões territoriais na região, O território da Caramânia compreendia então Ermeneque, Mut, Ereğli, Gülnar, Silifke e Laranda, cujo nome mudaria para Caramânia, que ainda se mantem, em honra da dinastia. O irmão mais novo de Caramã, Bunsuz tornou-se djândâr (escudeiro) de Quilije Arslã IV.
As boas relações com os seljúcidas terminaram cerca de 1261, em parte devido às intrigas do vizir Pervã. O sultão Caicaus II é destituído por Pervã e refugia-se em território bizantino, onde é feito prisioneiro pelo imperador Miguel VIII Paleólogo. A pretexto de socorrer Caicaus, Caramã faz uma aliança com os beilhiques de Eşref (capital: Beyşehir) e de Mentexe (região de Muğla) para combater os seljúcidas. Acompanhado de dois dos seus irmão, Caramã marchou sobre Cónia com um exército de 20 000 homens onde defrontou um exército seljúcida comandado por Pervã e apoiado pelos mongóis. Caramã foi derrotado e os seus irmãos foram mortos no combate. Para muitos historiadores, esta derrota marcou o fim do reinado de Caramã, mas outros defendem que isso teria acontecido em 1260, 1262, ou 1263. Segundo esta última tese, Caramã teria morrido em combate frente ao Reino Arménio da Cilícia.
Caramã teve oito filhos: Xameçadim Maomé, Guneri, Badrudim Mamude, Cacim, Zacarias (Zekeriya), Tanu, Calil e Ali. Zacarias, Xameçadim e Tanu foram mortos em combate em 1277 ou 1278.

### Maomé I
Logo após suceder ao seu pai, Xameçadim Maomé I estabelece alianças com o propósito de constituir um exército para combater os seljúcidas. Em 1276, durante uma revolta contra o domínio mongol, ele derrota diversos exércitos mongóis aliados dos seljúcidas. Em 1277, a severa derrota dos seljúcidas na  batalha de Göksu constitui um duro golpe no poder do sultanato. Maomé aproveita a confusão para conquistar Cónia a 12 de maio de 1277 e colocar no trono seljúcida Aladino Siavus, alcunhado perjorativamente de Jimri (em turco: cimri, "o tacanho"), que pretensamente seria filho de Caicaus II.

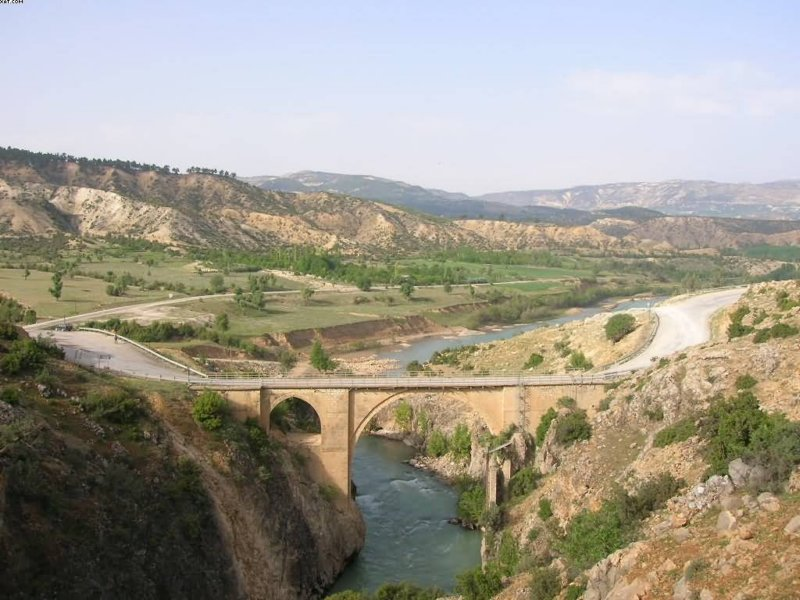
A ponte de Ala (Ala Köprü ou Görmel Köprüsü, construída pelos Caramânidas. Situa-se a 5 km da aldeia de Görmeli, na atual província da Caramânia

A 13 de maio de 1277 Maomé promulga um decreto (em turco: firman) em nome dos seljúcidas proibindo o uso de outra língua que não o turco nos negócios do estado, nos tekkes (conventos de dervixes) e reuniões públicas a partir daquela data. Apesar da interdição, o persa e o árabe continuaram a ser utilizados como línguas oficiais nos negócios do estado e o turco só se imporia verdadeiramente sob os otomanos, no século XVI. O dia 13 de maio é ainda celebrado em Caramânia como a "festa da língua (dil bayramı)".
Ainda na primavera de 1277, o sultão mameluco Baibars entra no sultanato seljúcida, possivelmente a pedido secreto de Pervã, que esperava poder desembaraçar-se da tutela mongol. Pervã, o grão-vizir seljúcida, tinha entretanto formado o seu próprio beilhique, Pervâneoğulları, em Sinope. A 18 de abril, Baibars esmaga o exército mongol na Batalha de Elbistão. Pervã, que comandava o contingente seljúcida oficialmente aliado dos mongóis, pôs-se em fuga. Baibars entra triunfalmente em Kayseri a 23 de abril, após o que conquista a Síria. Ao saber da derrota, o cã mongol da Pérsia, Abaca, acorre à Anatólia em julho e, após um inquérito, manda executar Pervã a 2 de agosto de 1277.
Facradim Ali sucede a Pervã como grão-vizir do Sultanato de Rum e dirige uma campanha contra os Caramânidas com o apoio de tropas mongóis. No decurso da guerra, Maomé, os seus irmãos e um dos seus primos são mortos por um destacamento mongol que o encontra quando ele fazia um reconhecimento perto da fortaleza de Kurbağa (Kurbağaköy, na província de Mersin). Esse evento, ocorrido em 1277, 1278 ou 1283, constitui um sucesso inesperado para o sultão seljúcida Caicosroes II, que nele viu uma oportunidade para se desembaraçar dos Caramânidas. Entretanto, apesar de ter conseguido reunir forças importantes, Jimri é derrotado por Caicosroes em maio de 1278, numa batalha em que perecem os dois filhos de Sahip Ata.

### Guneri e Mamude
Após a morte de Maomé, os seus dois irmãos Guneri e Badrudim Mamude governaram conjuntamente o beilhique até 1300, após o que Mamude ocupou o trono sozinho. Guneri prosseguiu a guerra contra os turcos, tendo atacado Cónia e Laranda (Caramânia). Mamude estabeleceu a sua capital em Ermeneque, onde mandou construir uma mesquita em 1302.
Durante este período o Sultanato de Rum continuava sob a tutela mongol numa situação interior muito confusa. Em 1278, o sultão Caicaus II morre no exílio. O seu filho Maçude II, exilado na Crimeia, autoproclama-se sultão. Em 1281, após a morte de Abaca, inicia-se um período de instabilidade na Anatólia. Güneri entrega-se frequentemente a atos de pilhagem na região de Cónia, enquanto o bei de Eşref, Ceifadim Solimão, faz incursões a Cónia e a Akşehir desde a sua capital em Beyşehir. Encontrando-se desprotegido destes ataques turcomenos, o sultão seljúcida Caicosroes III apela ajuda a Amade Teküder, o sucessor de Abaca no Ilcanato, recentemente convertido ao Islão. Amade envia o seu irmão Konghurtay ao território caramânida, o qual pilha de forma nunca antes vista. Esta destruição do território caramânida provocam a piedade e cólera dos Mamelucos, que protestam junto de Amade, que reprime Konghurtay pela sua conduta e o executa.
Em 1284, Amade Teküder reconhece Gaiasadino Maçude como sucessor do título de sultão de Rum. Pouco depois Teküder foi deposto por Arghun. Em junho de 1285, Arghun divide o sultanato em duas partes, uma para cada um dos dois filhos de Caicosroes III. O mais velho foi morto pelos mongóis a 1 de outubro de 1285 e o mais novo foi provavelmente assassinado em janeiro de 1286. Com os seus rivais eliminados, Gaiasadino Maçude assegura o título de sultão. Em 1286 toma como sua capital Caiseri em vez de Cónia.
A partir de 1286, Maçude II envolve-se em diversas campanhas contras os principados turcomenos emergentes por toda a Anatólia, sempre com o apoio dos mongóis. Uma dessas campanhas teve como alvo os beilhiques de Germiyan, Caramânia e Eşref.[carece de fontes?] Em 1293, Badrudim Mamude conquista a cidade de Alânia (em turco: Alaiye ou Alanya) e funda o Beilhique de Alânia (ou Alaia). Em 1300, Mamude passa a governar sozinho o Beilhique da Caramânia. Mamude morreu em 1307, o mesmo ano que a morte de Maçude II, o último sultão seljúcida, marca o fim do Sultanato de Rum.

### Yahşı Han
Yahşı (ou Yakhshî) Han, filho de Maomé I, sucede ao seu irmão em 1307, para reinar durante quatro anos. Os Caramânidas vão aproveitar-se do desaparecimento do Sultanato de Rum e do enfraquecimento do poder mongol para fortalecer o seu domínio. Entretanto, não são completamente independentes, pois colocam-se sob a proteção dos Mamelucos do Egito, que os apoiam nos seus combates contra o Reino Arménio da Cilícia.

### Bediredim Ibraim e Aladino Mirza
Bediredim Ibraim era um dos filhos de Mamude e sucede ao seu primo Yahşı Han em 1311. Reinou até 1333, quando abdicou a favor do seu irmão Aladino Mirza. Aparentemente, em 1334-1335, Bediredim Ibraim residia em Laranda (ou Larende, atual Caramânia), o seu filho Faredim Amade em Cónia, o seu primo Yahşı Han em Ermeneque, o seu irmão Aladino Calil Mirza em Beyşehir e o seu outro irmão Buranedim Muça em Meca, o que lhe vale o cognome de Hacı Sufi.
Ibne Batuta conta que passou por Caramânia (Laranda no texto citado) em 1333, onde se encontra com Bediredim e confirma que Buranedim Muça é o seu irmão.
| “ | O sultão desta cidade é o rei Buranedim, filho de Caramã, ela pertence ao seu meio-irmão Muça. Este cedeu-a a Maleque Anácer, que lhe deu em troca um lugar equivalente. | ” |
|   | — Ibne Batuta. Do sultão de Laranda. |   |

O Maleque Anácer citado nesta passagem é Anácer Maomé, o sultão mameluco do Cairo, que era aliado dos Caramânidas. Esta passagem por Laranda levanta dúvidas pois ela representa um desvio de várias centenas de quilómetros em relação ao itinerário principal, pelo que o que é escrito foi provavelmente baseado no que ouviu dizer.
Buranedim Muça regressou da sua peregrinação a Meca sob a proteção do sultão mameluco Anácer. Um dos partidários do rei da Arménia Menor tentou prendê-lo; como represália deste ato, os Mamelucos provocam tumultos na Cilícia.
Buranedim Ibraim volta depois ao poder durante alguns meses em 1340.

### Faredim Amade, Xameçadim, Buranedim Muça e Solimão
O filho primogénito de Bediredim Ibraim, Faredim Amade sucede ao seu pai. Morreu em combate durante uma batalha com os Mongóis em 1349. Sucede-lhe o seu irmão mais novo Xameçadim, que terá sido preso pelos seus irmãos em 1352.
Buranedim Muça, um filho de Mamude, assume então o poder e instala a sua capital em Mut. Foi ele que provavelmente mandou construir a madraça de Ermeneque (Tol Medrese).
Ceifadim Solimão era o filho mais novo de Ibraim. Foi governador da Caramânia durante o reinado de Buranedim Muça e teria sido o sucessor direto de Xameçadim. Foi feito prisioneiro pelos Eretnidas a 11 de janeiro de 1350 e substituído pelo seu irmão Aladino Ali.

### Aladino Ali I
Cacim, um dos membros da conspiração que derrubou Ceifadim Solimão, tomou o poder durante algum tempo, até ser morto por Aladino Ali, que sobe ao trono. O reinado de Damade Aladino Ali foi longo. Foi contemporâneo dos sultões otomanos Murade I e Bajazeto I. Casou com Nefise Sultana, filha de Murade e irmã de Bajazeto, o que explica o curioso título persa de Damade (em persa: داماد; dāmād [noivo]) Antes de subir ao trono dos Caramânidas, foi governador de Cónia.
Aladino Ali rompeu a aliança com os Mamelucos dos seus antecessores. Apoiou a rebelião dos Ramadanidas contra o sultão mameluco Barcuque, ao mesmo tempo que continuou em guerra com os Otomanos. Estendeu os domínios dos Caramânidas para ocidente até Akşehir e combateu contra o seu sogro Murade e depois contra o cunhado Bajazeto. Avançou em território otomano até Bursa, mas em 1385 foi derrotado por Murade em Cónia. Em 1398, Aladino Ali e os seus filhos são feitos prisioneiros por Bajazeto e Aladino é morto. O beilhique é anexado pelo Império Otomano.

### Naceradim Maomé II e Aladino Ali II
Entre 1398 e 1402, o beilhique caramânida foi abolido. O herdeiro, Sultan-zâde Naceradim (ou Gaiasadino) Maomé, era filho de Aladino Ali. Passou três anos com o seu irmão Damade Bengi Aladino Ali em Bursa, sob a guarda do seu tio e carcereiro Bajazeto I. A derrota de Bajazeto frente a Tamerlão na Batalha de Ancara em 1402 e o subsequente enfraquecimento dos Otomanos vão permitir a reconstituição do beilhique caramânida, onde s dois irmãos Naceradim e Bengi Aladino Ali alternam no poder até 1424.
Em 1406, Naceradim Maomé é forçado a negociar com o sultão otomano Maomé I, o Cavalheiro e a ceder-lhe alguns territórios. No entanto, depois cerca Bursa a pretexto de vingar a morte do seu pai; depois de um cerco de 34 dias, a cidade é tomada e destruída por Naceradim, que se retira em seguida. Dirige depois novas campanhas contra os Otomanos em 1414 e 1415. Acaba por ser obrigado a entregar aos Otomanos as cidades de Beyşehir, Seydişehir e Akşehir. No ano seguinte, é preso com o seu filho, mas é libertado em troca dum juramento de fidelidade e a promessa de não voltar a quebrar a paz. O sultão mameluco exige aos Caramânidas que lhe entreguem Tarso. Julgando-se protegido contra um ataque, Naceradim Maomé ignora essa exigência e oferece a sua filha em casamento ao ramadanida Ibraim para se proteger contra o sultão mameluco al-Muayyad Chaykh. Naceradim Maomé dá-se conta do seu erro quando tem conhecimento que um exército mameluco se dirige à Anatólia. Refugia-se nas montanhas, entrega Kayseri aos Dulcadiridas e o território caramânida passa a estar sob autoridade do seu irmão Aladino Ali em 1419.
Aladino Ali goza da proteção dos Mamelucos, mas não logra estabelecer a sua autoridade sobre todo o território. Não consegue tomar Cónia nem rechaçar os ataques de Ibraim, um dos filhos de Naceradim Maomé que é apoiado pelos Otomanos. Naceradim Maomé é feito prisioneiro e levado para o Cairo. Durante o cativeiro do seu irmão, Damade Bengi Aladino Ali negocia com os Mamelucos uma aliança contra os Otomanos.
Em 1421, Naceradim Maomé é libertado pelos Mamelucos e retoma o trono com facilidade. O novo sultão otomano Murade II tem que combater contra o seu tio Mustafá, o Cavalheiro, cognominado Düzmece Mustafá. Este já tinha tentado destronar o seu irmão Maomé I mas acabou por ter que se refugiar junto dos imperadores bizantinos. O imperador bizantino tinha apoiado Maomé I mantendo Mustafá prisioneiro em Constantinopla, mas desta vez, encoraja Mustafá a envolver-se numa guerra civil contra o seu sobrinho. Com o objetivo de tirar partido desta situação, Naceradim Maomé cerca Adália (Antália). É morto pelos Otomanos durante este cerco em 1423.
Aladino Ali retoma brevemente o poder mas não tem êxito na luta contra o sobrinho Ibraim, que beneficia do apoio do sultão otomano Murade II, com quem tem laços familiares. Aladino Ali retira-se para Niğde, onde morre, deixando o poder a Ibraim.

### Tajedim Ibraim II

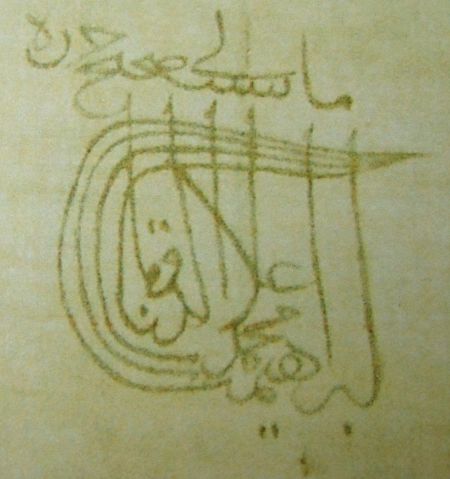
Tughra de Ibraim II

Sultan-zâde Taceddin Ibraim II é o segundo filho de Naceradim Maomé, que sucede ao seu tio Damade Bengi Aladino Ali. O poderio do beilhique está no seu auge — o  Beilhique de Germiam tinha desaparecido e os Caramânidas são os rivais mais poderosos dos Otomanos. Ibraim II era casado com a irmã do sultão otomano Murade II, o que não o impediu de por vezes ter entrado em guerra com os Otomanos. O facto de ser cunhado do sultão tirou-o de sérios apuros em diversas ocasiões. Fez também uma aliança com o imperador romano-germânico Sigismundo. Esta aliança com os "infiéis" é referida com reprovação nas crónicas otomanas.
Murade II deseja acabar com os Caramânidas e para tal conclui uma aliança com os Dulcadiridas. Estes conquistam Kayseri e arredores em 1436-1437. Ibraim cede Akşehir e Beyşehir aos Otomanos. Após a morte de Murade II tenta recuperar estes territórios, mas sem sucesso. Ibraim tem mais êxito nas suas campanhas contra a Cilícia, nomeadamente conquistando a fortaleza de Corícia aos cipriotas. Antes de morrer, Ibraim II pretende fazer de Ixaque o seu sucessor designado, mas os outros seis irmãos de de Ixaque não aceitam que esse filho duma escrava seja preferido em vez deles, que são filhos da irmã do sultão Murade II, pelo que cercam Ibraim e Ixaque em Cónia, forçando-os a fugir. Ibraim morre em 1463.

### Ixaque e Piramade

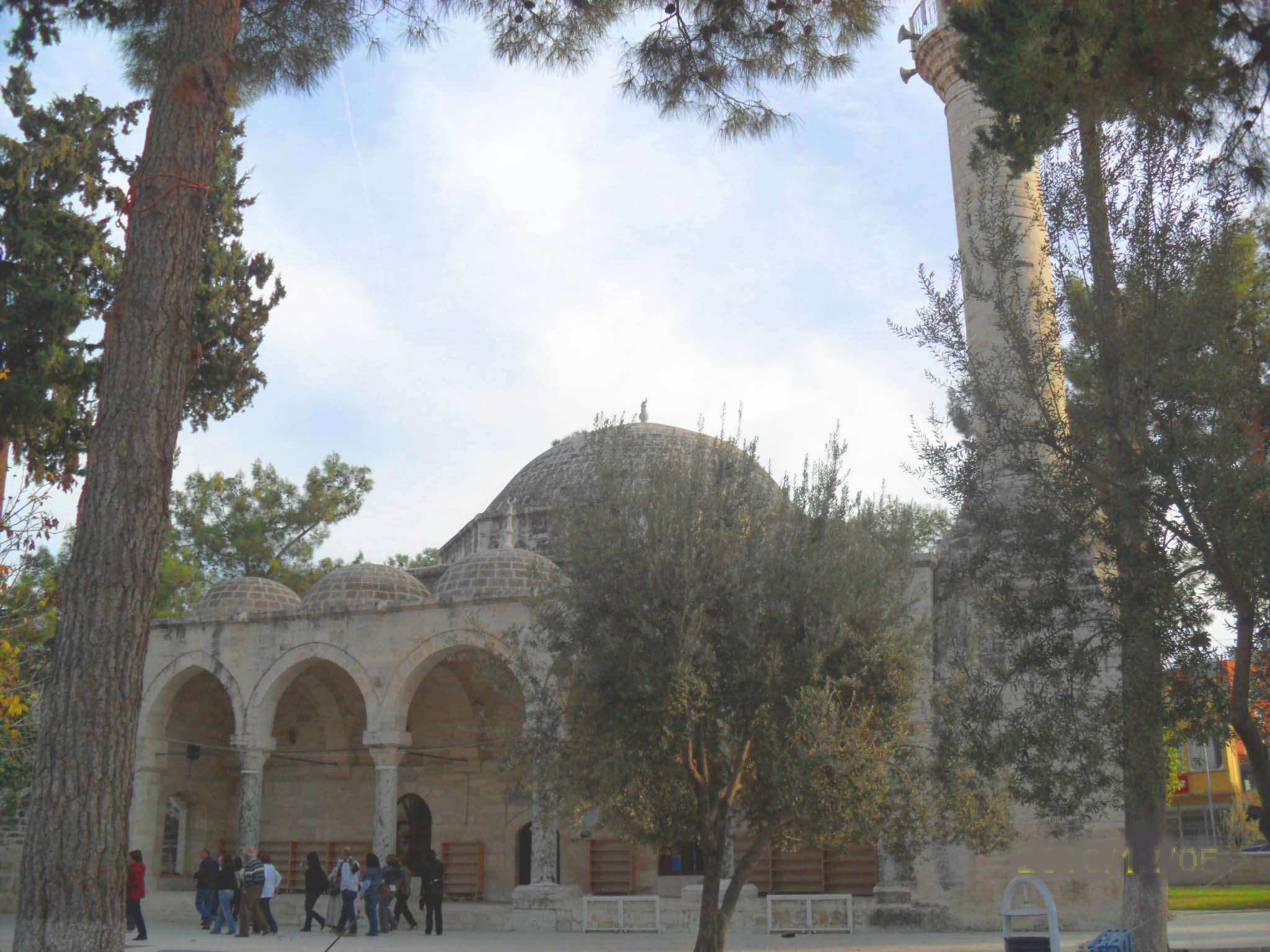
A, em Mut, construída em 1444, durante o reinado de Tajedim Ibraim II

As desordens provocadas pela querela da sucessão quase provocaram o desaparecimento do beilhique. Piramade, apoiado pelos Otomanos, vence o seu irmão Ixaque numa batalha travada em Ermeneque. Ele considera-se vassalo de Murade II, mas depois entra em conflito com o seu suserano por causa de um tratado com Veneza.
O sultão otomano Maomé II, o Conquistador, sucessor de Murade, estava decidido a acabar com os Caramânidas. Em 1467, os Otomanos ocupam Cónia de forma permanente. Piramade torna Caramânia e Niğde os seus redutos, de onde lutou alternadamente contra o seu irmão ou contra os Otomanos.
Rum Maomé Paxá, de origem grega, é encarregado pelo sultão Maomé II da deportação da população de Caramânia e de Cónia para repovoar Constantinopla. Para recompensar os seus serviços, Maomé II nomeia-o grão-vizir. Rum Maomé Paxá conduz uma política repressiva contra os muçulmanos da Caramânia, e confisca as propriedades e os waqfs. Piramade e o seu irmão Cacim rebelam-se e retomam Caramânia. A contra-ofensiva de Maomé Paxá é rápida: Caramânia e Ereğli são destruídas em 1469-1470; marcha depois sobre Alânia, mas não toma a fortaleza. Algumas fontes da época tentam explicar esta clemência pelo facto de Maomé Paxá ser casado com a irmã de Quilije Arslã, o último bei de Alanya.
Em 1471, Gedik Ahmed Paşa, à frente do exército otomano, derrota os Caramânidas. Os Otomanos tomam primeiro a Caramânia e depois Ermeneque. Piramade, a sua família e os seus bens são tomados pelos Otomanos. Porém, Piramade não é morto e consegue evadir-se para Tarso, onde morre em 1474.

### Cacim e Turgutoglu Mamude
Cacim substitui o seu irmão Piramade, quando Caramânia já é um estado dependente do Império Otomano. Cacim passa a maior parte do tempo longe do seu reino, apresentando-se como um pretendente ao trono. Em 1464 refugia-se com o seu filho mais velho Ixaque junto de Uzune Haçane, o líder dos Turcomanos da Ovelha Branca (Aq Qoyunlu). Cacim participa com Uzune Haçane na guerra entre os Ovelhas Brancas e os Otomanos. O sultão otomano Maomé II obtém uma vitória importante nesta guerra na Batalha de Otlukbeli, travada em 11 de agosto de 1473.
Cacim é substituído pelo seu genro Turgutoglu Mamude. Governa a província de Içel do Império Otomano durante quatro anos, ao fim dos quais, não conseguindo manter o seu poder, procura refúgio junto dos Mamelucos, em Alepo, em 1487. Os Caramânidas desaparecem completamente durante os primeiros anos do reinado do sultão otomano Bajazeto II. A província da Caramânia passa a ser denominada "trono da Caramânia" (Taht-ı Karaman) e o seu titular é um dos mais eminentes príncipes otomanos.
Mustafá, um sobrinho de Cacim, volta do exílio no Irão e declara-se sucessor de Mamude, mas não consegue derrotar os Otomanos e refugia-se junto dos Mamelucos. Morre no Cairo em 1513.

## Legado
Os Caramânidas devem a sua importância histórica à sua situação geográfica. Controlavam a passagem entre a Anatólia e a Síria e podiam refugiar-se nas montanhas em caso de ataque das potências inimigas. Esta posição assegurava-lhes importantes receitas sob a forma de taxas aduaneiras nos portos. As suas construções em Caramânia, Cónia e Niğde são a prova dessa riqueza.

## Quadro cronológico da dinastia
| Datas      | Nome                                   | Nome turco                                    | Filho de                               | Observações                                                |
| ---------- | -------------------------------------- | --------------------------------------------- | -------------------------------------- | ---------------------------------------------------------- |
| 1250?-1256 | Noradine Sufi                          | Nûre Sûfî                                     |                                        | Capital: Ereğli                                            |
| 1256-1261  | Carimedim Caramã                       | Kerîmeddin Karaman                            | Noradine                               | Fundador oficial e epónimo da dinastia. Capital: Ermeneque |
| 1261-1277  | Xameçadim Maomé I                      | Şemseddin Mehmed I                            | Caramã                                 |                                                            |
| 1277-1300  | Guneri                                 | Güneri                                        | Caramã                                 | Como suserano                                              |
| 1277-1300  | Badrudim Mamude                        | Bedreddin (Mecdeddin) Mahmud                  | Caramã                                 | Como vassalo                                               |
| 1300-1307  | Badrudim Mamude                        | Bedreddin (Mecdeddin) Mahmud                  | Caramã                                 |                                                            |
| 1307-1311  | Yakhshî                                | Yahşı Han                                     | Maomé                                  | Capital: Cónia                                             |
| 1311-1333  | Badrudim Ibraim                        | Bedreddin İbrahim I                           | Mamude                                 | Vassalo dos Mamelucos (primeiro reinado)                   |
| 1333-1348  | Aladino Calil                          | Alâeddin Mirza Halil                          | Mamude                                 |                                                            |
| 1348-1349  | Badrudim Ibraim                        | Bedreddin İbrahim I                           | Mamude                                 | (segundo reinado)                                          |
| 1349-1350  | Facradim Amade I                       | Fahreddin Ahmed                               | Ibraim                                 |                                                            |
| 1350-1352  | Xameçadim I                            | Şemseddin                                     | Ibraim                                 |                                                            |
| 1352-1356  | Haji Boradim Muça Alçufi               | Hacı Sufi Buranedine Muça                     | Mamude                                 | Capital: Mut                                               |
| 1356-1361  | Ceifadim Solimão                       | Seyfeddin Süleyman                            | Calil. filho de Mamude                 |                                                            |
| 1361-1398  | Damade Aladino Ali                     | Dâmâd Alâeddin Ali I                          | Calil                                  |                                                            |
| 1398-1402  | Anexação ao Império Otomano            | Anexação ao Império Otomano                   | Anexação ao Império Otomano            | Anexação ao Império Otomano                                |
| 1402-1419  | Maomé II                               | Sultan-zâde Nâsıreddin (Gıyâseddin) Mehmed II | Aladino                                | Primeiro reinado, prisioneiro dos Mamelucos                |
| 1419-1421  | Damade Bengi Aladino Ali               | Dâmâd Bengi Alâeddin Ali II                   | Aladino I                              | Primeiro reinado                                           |
| 1421-1423  | Maomé II                               | Sultan-zâde Nâsıreddin (Gıyâseddin) Mehmed II | Aladino I                              | Segundo reinado                                            |
| 1423-1424  | Aladino Ali                            | Dâmâd Bengi Alâeddin Ali II                   | Aladino I                              | Segundo reinado                                            |
| 1424-1464  | Tajedim Ibraim II                      | Dâmâd Taceddin İbrahim II                     | Maomé II                               |                                                            |
| 1464-1465  | Ixaque                                 | Sultan-zâde İshak                             | Ibraim II                              | Conjuntamente                                              |
| 1464-1465  | Piramade                               | Sultan-zâde Pîr-Ahmed                         | Ibraim II                              | Conjuntamente                                              |
| 1465-1475  | Piramade                               | Sultan-zâde Pîr-Ahmed                         | Ibraim II                              |                                                            |
| 1475       | Anexação definitiva ao Império Otomano | Anexação definitiva ao Império Otomano        | Anexação definitiva ao Império Otomano | Anexação definitiva ao Império Otomano                     |
| 1475-1482  | Cacim                                  | Kasım                                         | Ibraim II                              | Vassalo dos otomanos até à sua morte em 1483               |
| 1482-1487  | Turgutoglu Mamude                      | Turgutoğlu Mahmud                             |                                        | Vassalo dos otomanos                                       |